# سینماتک ملی ارمنستان
سینماتک ملی ارمنستان (ارمنی: Հայաստանի ազգային կինոթատրոն) یک بایگانی فیلم می‌باشد که در ایروان ارمنستان واقع شده‌است.

## تاریخچه
این بایگانی در سال ۱۹۹۱ میلادی توسط گارگین زاکویان ریاست بخش فیلم و تلویزیون مؤسسه هنری فرهنگستان ملی علوم ارمنستان بنیانگذاری شده‌است.